# Birchy Bay
Birchy Bay is een gemeente (town) in de Canadese provincie Newfoundland en Labrador die gelegen is in het noorden van het eiland Newfoundland.

## Geografie
De gemeente is gelegen aan de Bay of Exploits, een grote baai in het noorden van Newfoundland. Het westelijke kustgedeelte grenst aan een zijbaai die ook Birchy Bay noemt. De plaats maakt deel uit van de Kittiwake Coast en is bereikbaar via provinciale route 340. Birchy Bay ligt ten oosten van Baytona en ten zuidwesten van Boyd's Cove.

## Demografie
Demografisch gezien is Birchy Bay, net zoals de meeste kleine dorpen op Newfoundland, aan het krimpen. Tussen 1991 en 2021 daalde de bevolkingsomvang van 768 naar 511. Dat komt neer op een daling van 257 inwoners (-33,5%) in dertig jaar tijd.
| Jaar | Aantal inwoners | Verschil |
| ---- | --------------- | -------- |
| 1991 | 768             | –        |
| 1996 | 735             | -4,3%    |
| 2001 | 612             | -16,7%   |
| 2006 | 618             | +1,0%    |
| 2011 | 566             | -8,4%    |
| 2016 | 550             | -2,8%    |
| 2021 | 511             | -7,1%    |

## Zie ook

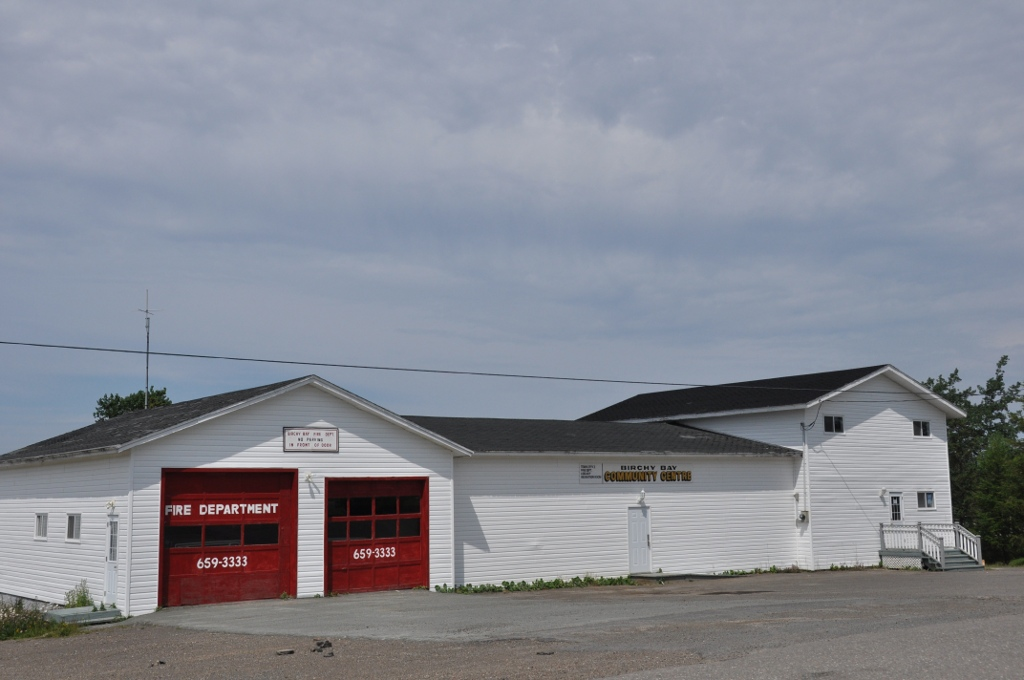
Gemeenschapscentrum en brandweerkazerne van de gemeente Birchy Bay